# Церковь Богоматери Святого Розария (Раков)
Церковь Богоматери Святого Розария (бел. Касцёл Найсвяцейшай Дзевы Марыі Ружанцавай) — католический храм в агрогородке Раков, Минская область, Белоруссия. Относится к ивенецкому деканату Минско-Могилёвского архидиоцеза. Памятник архитектуры, построен в 1904—1906 годах в неоготическом стиле, включён в Государственный список историко-культурных ценностей Республики Беларусь. Храм находится на западной окраине поселения, на правом берегу реки Ислочь. Адрес: ул. Почтовая, д.11.

## История
Католический приход в Ракове основан в 1676 году, тогда же был построен первый храм. Через 10 лет в Ракове был основан доминиканский монастырь, при котором существовал деревянный храм. Церковь дважды, в 1712 и в 1812 годах сгорала, но снова отстраивалась. В 1835 году монастырь в Ракове был закрыт. Монастырский храм был превращён в приходской костёл.
В 1904—1906 годах на месте деревянного был построен неоготический каменный храм из жёлтого кирпича, освящённый во имя Богородицы Святого Розария. После второй мировой войны храм не действовал, в здании располагался магазин и склад. Богослужения возобновились лишь в начале 1990-х годов, когда здание было возвращено Католической церкви. В 1993 году в храме проходила реставрация.

## Архитектура
Церковь Богоматери Святого Розария в Ракове — памятник архитектуры неоготического стиля.
Храм представляет собой двухбашенную, трехнефную базилику с трансептом и круглой апсидой. Внешний облик храма определяют неоготические элементы — ступенчатые контрфорсы, высокие остроконечные оконные проемы и ниши, зубчатые фризы, окно-роза на фасаде.